# Брюге, Жан-Луи
Жан-Луи Брюге (фр. Jean-Louis Bruguès; род. 22 ноября 1943, Баньер-де-Бигор, Франция) — доминиканец, французский прелат, ватиканский и куриальный сановник. Епископ Анже с 20 марта 2000 по 10 ноября 2007. Титулярный архиепископ с 10 ноября 2007. Секретарь Конгрегации Католического Образования с 10 ноября 2007 по 26 июня 2012. Архивариус Ватиканского Секретного Архива и Библиотекарь Святой Римской Церкви с 26 июня 2012 по 1 сентября 2018.

## Биография

### Образование и священство
Жан-Луи Брюге родился в Баньер-де-Бигор и обучался в парижском Институте политических наук перед тем как заслужить свою докторантуру в богословии. 2 октября 1972 он принес свои вечные обеты как член ордена монахов-проповедников, более обычно известного как доминиканцы, и был рукоположён в сан священника 22 июня 1975 года.

### Монах-преподаватель
Брюге служил приором в доминиканских монастырях-приорствах Тулузы и Бордо, а более позднее провинциальным настоятелем церковной провинции Тулузы. Он был также профессором фундаментального морального богословия в Католическом институте Тулузы перед приглашением, чтобы преподать этот же самый предмет в Фрибурском университете, где он заведовал кафедрой фундаментального морального богословия с 1997 по 2000 год. Он был членом Международной теологической комиссии с 1986 по 2002 год, а в 1995 году он был приглашён кардиналом Жаном-Мари Люстиже проповедовать на Великопостной конференции в соборе Парижской Богоматери.

### Епископ
20 марта 2000 года Брюге был назначен епископом Анже папой римским Иоанном Павлом II. Он получил свою епископскую ординацию 30 апреля этого же года от кардинала Пьера Эйта, которому сослужили и помогали в ординации Жан-Пьер-Мари Ошам — бывший епископ Анже и Франсуа де Саль Мари Адриен Сен-Макари — архиепископ Ренна. Он был избран председателем доктринальной комиссии французской епископской конференции в 2002 году.

### На работе в Римской курии
10 ноября 2007 года папа римский Бенедикт XVI позднее назвал его Секретарём Конгрегации католического образования в Римской Курии, также как награждении его личным титулом «архиепископа». Как Секретарь, Брюге служит вторым высшим должностным лицом этой дикастерии, под началом кардинала Зенона Грохолевского.
С 19 ноября 2009 года Брюге также является консультантом Конгрегации доктрины веры.
26 июня 2012 года Папа Бенедикт XVI назначил монсеньора Жан-Луи Брюге Архивариусом Ватиканского Секретного Архива и Библиотекарем Римской Церкви.

## Взгляды

### Семинарии
Брюге по сообщениям поддержал план реорганизовать семинарию, обучающую в попытке восстановить духовную идентичность духовенства.